# 검단어린이도서관
검단도서관은 인천광역시 서구 소재의 도서관이다.

## 연혁
- 2004년 7월 21일 개관.
- 2005년 1월 1일 인천광역시 서구 시설관리공단 수탁운영.
- 2007년 10월 1일 이동도서관 수탁운영.
- 2017년 1월 1일 개관연장지원사업, 자료실 야간연장 운영

## 시설현황
- 3층: 자유열람실, 쉼터, 사무실, 회의실, 동아리실
- 2층: 자람터(아동자료실), 열림터(일반자료실)
- 1층: 꿈터(유아자료실), 정보나눔터, 배움터
- 지하1층: 어울림터, 통신/장비실, 기계실

## 이용 안내
이용 시간
- 꿈터(화~금) : 09:00~20:00, 자람터/열림터(화~금) : 09:00~22:00, 꿈터/자람터/열림터(토, 일) : 09:00 ~ 18:00
- 정보검색실: 평일 14:00~18:00, 주말(토, 일) 09:00~18:00
- 자유열람실: 화~일요일 06:00 ~ 22:00

휴관일
- 매주 월요일
- 법정공휴일[주말(토, 일)과 공휴일이 겹치는 경우 휴관]
- 특별한 사유로 구청장의 승인을 득한 경우(장서점검 및 시설유지 보수, 공단창립기념일 등)